# Grattoir
Le terme « grattoir » désigne différents outils.

## Préhistoire

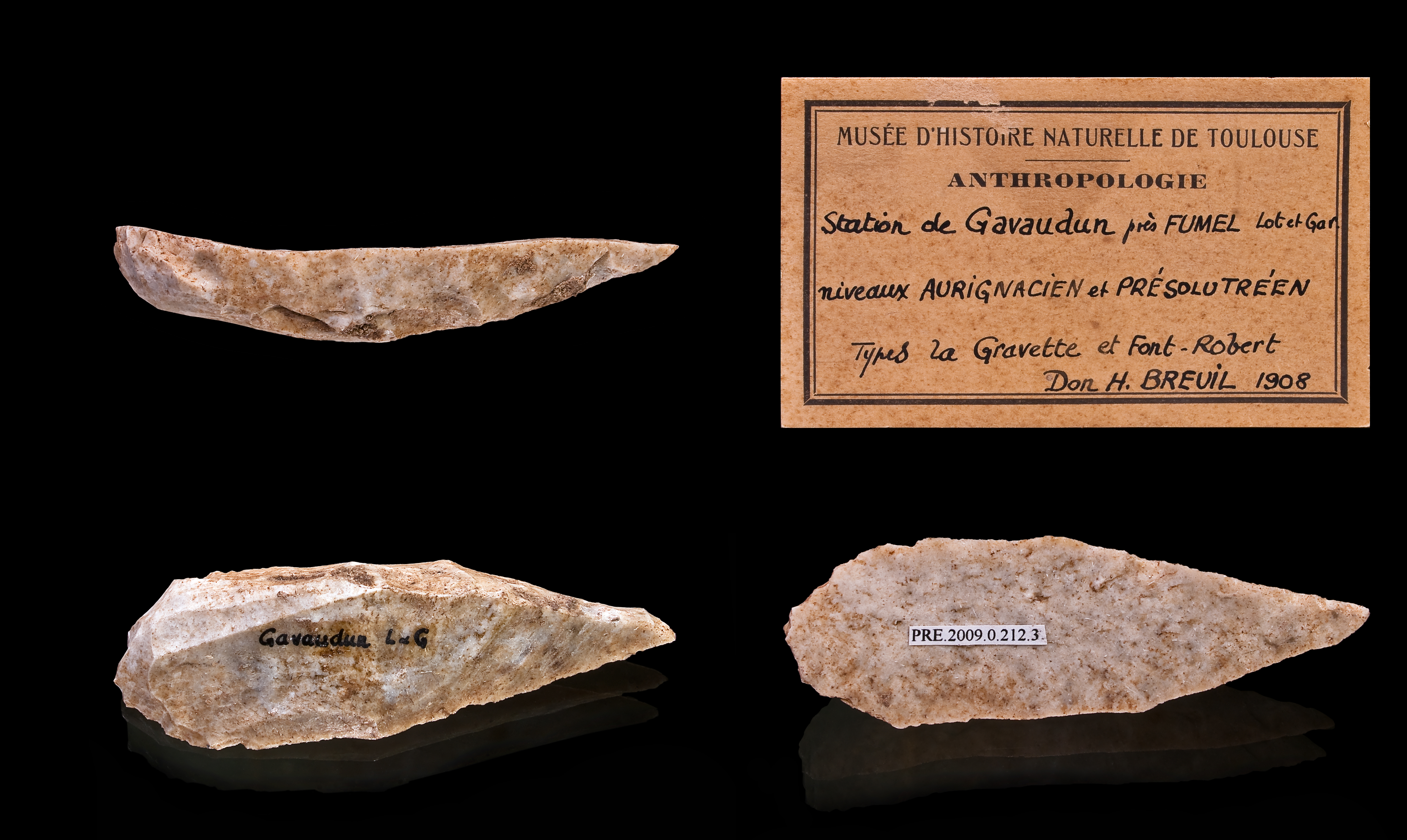
Grattoir - Aurignacien - Muséum de Toulouse.

En archéologie préhistorique, un grattoir est un outil de pierre taillée obtenu en retouchant une lame ou un éclat.
Typologiquement, un grattoir se caractérise par un front convexe aménagé par retouche directe en partie distale d'un éclat ou d'un support laminaire. Les grattoirs sont généralement considérés comme ayant servi dans le travail des matières souples animales. Les grattoirs sont particulièrement fréquents tout au long du Paléolithique supérieur, mais on en trouve également dans les industries antérieures, notamment au Moustérien.
Leur usage a perduré au moins jusqu'à l'époque mérovingienne : trois grattoirs ont été retrouvés dans des tombes mérovingiennes.

## Dessin
Le grattoir est un outil employé par le dessinateur pour enlever, sur un support non poreux comme le papier calque ou l'encre de Chine, le mot ou le dessin indésirable.

## Gravure

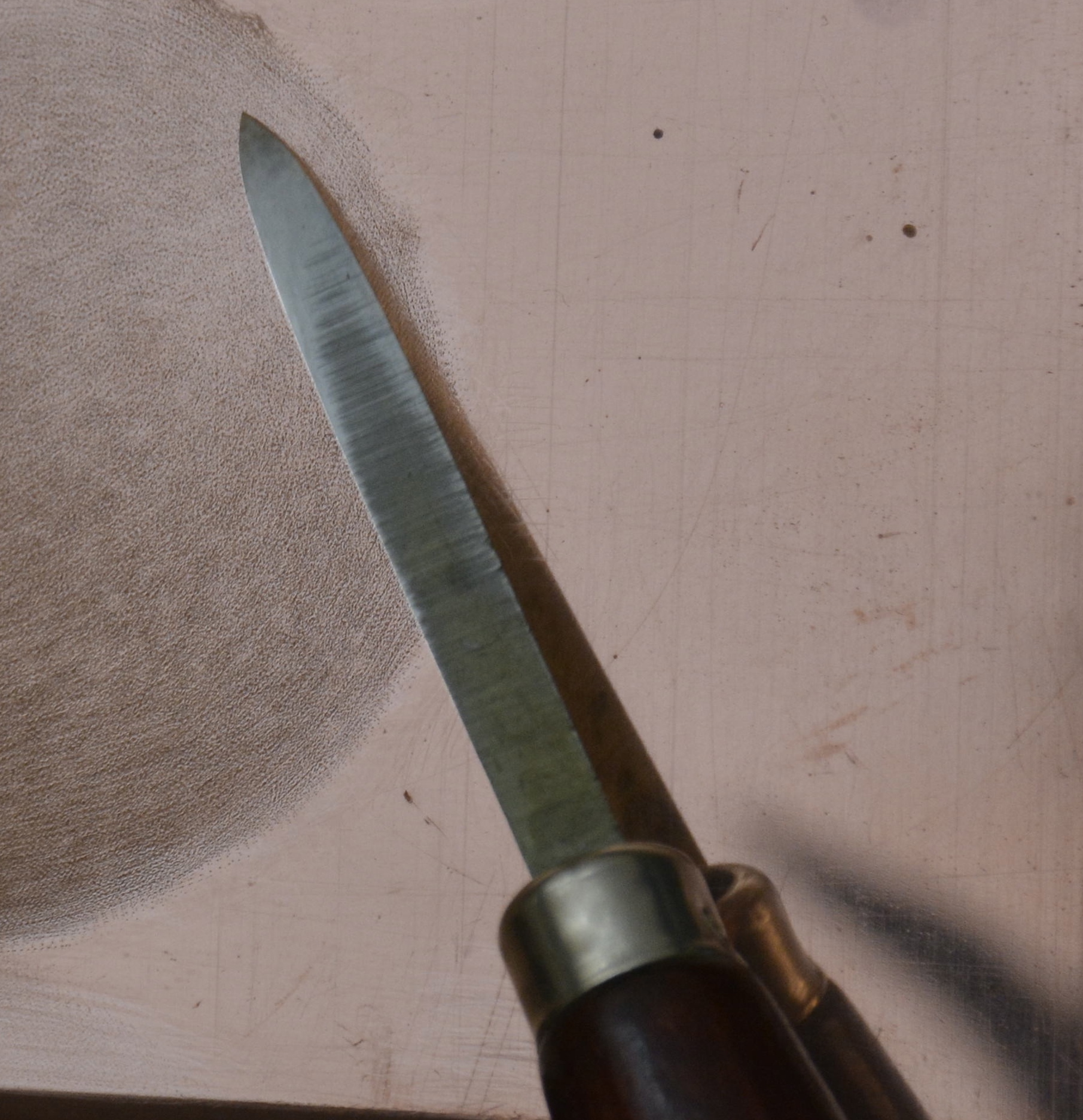
Grattoir (gravure).

Le grattoir métallique est habituellement un outil à section triangulaire qui présente trois côtés tranchants bien aiguisés qui servent à gratter et/ou racler le métal. Il se tient parallèlement à la plaque de métal. Il existe également des grattoirs en céramique utilisés notamment dans les travaux de précision. Les grattoirs sont utilisés dans les techniques de gravure « directe » telle que la manière noire, ou pour retoucher des plaques après morsures à l'eau-forte.

## Ajustage
De nos jours, le grattoir est un outil manuel ou électrique utilisé par le gratteur. Grâce à la finesse d'usinage, le grattoir permet d'ajuster avec des seuils de précision très élevés (de l'ordre de 0,001 mm) les pièces mécaniques entre elles. Dans le degré de précision extrême, le grattage précède le rodage.